# Kontrakaution
Kontrakaution vil sige at en kautionist forpligter sig over for en anden kautionist, kaldet hovedkautionisten.

## Reference
1. ↑  kontrakaution på lex.dk

| Økonomi | Spire Denne artikel om økonomi er en spire som bør udbygges. Du er velkommen til at hjælpe Wikipedia ved at udvide den. |